# Севбо-Белецкая, Ирина Платоновна
Ирина Платоновна Севбо (Белецкая; 5 июня 1933, Киев) — советский и украинский лингвист, философ, общественный деятель, доктор филологических наук.

## Биография
Внучка православного священника, дочь Платона Ивановича Севбо — известного украинского учёного и конструктора.
В 1956 году окончила филологический факультет Киевского университета им. Шевченко.
В 1964 году окончила аспирантуру Института славяноведения и балканистики АН СССР (Москва)
В 1960-90-е годы работала в Институте кибернетики АН УССР и на факультете кибернетики Киевского университета, а также в Институте прикладной информатики.
В 1983 году защитила докторскую диссертацию в Ленинграде.
С начала 1990-х годов сосредоточилась на теме «Цивилизация XX—XXI: реалии и перспективы». Итогом этих многолетних размышлений стала книга «У порога иного бытия». Как пишет Н. Н. Леонтьева, при работе над этой книгой Севбо использовала «свою особую методику поиска в Сети (система AuthorWeb)». В 2020 году вышла в свет её новая работа — книга «Сознание и Космос», в которой рассматриваются идеи, гипотезы и теории «из самых разных областей науки — философии, медицины, физики, психологии, биологии».
В 1995 году учредила международную неправительственную организацию «Преодоление», работа которой фокусировалась на социально-этической проблематике.

## Вклад в лингвистику
Ученица И. И. Ревзина. Основные темы исследования — текст, синтаксис, стилистика, математическая лингвистика.
Занимаясь с начала 60-х годов XX века структурой связного текста, Севбо высказала идею о том, что «в основе связности текста лежит семантический повтор». Как отмечает Е. Падучева, трудно представить, насколько новаторской была в то время высказанная идея.

Принадлежит к числу создателей «лингвистики текста» и «грамматики зависимостей». Разработала метод стилистической диагностики (и соответствующий метод авторской атрибуции) текстов на основании сравнения количественных характеристик синтаксической структуры предложения.Как рассказывает Н. Н. Леонтьева
Севбо начала анализировать синтаксические структуры классиков русской литературы, отображая их рисунками деревьев зависимостей. По рисунку таких деревьев можно определить «отпечатки стиля», позволяющие узнавать писателя. Вторая тема её многолетних исследований касалась структуры связного текста. Пытаясь отследить «внешнюю» логику развития научного текста, она собирала коллекции слов-коннекторов и создавала алгоритмы сегментирования текста на абзацы, более или менее проводящие одну мысль.
Большая российская энциклопедия отмечает роль И. П. Севбо в становлении нового направления лингвистических исследований, связанных с лингвистикой текста. На начальном этапе своего развития, когда лингвистика текста предстаёт в основном как «грамматика текста», «синтаксис текста», Севбо занималась анализом связного текста «с точки зрения автоматического реферирования».

## Книги
- Структура связного текста и автоматизация реферирования. М.: Наука, 1969. — 135 с.
- Графическое представление синтаксических структур и стилистическая диагностика. Киев: Наукова думка, 1981. — 192 с.
- У порога иного бытия. Киев: Пролог, 2008. — 485 с.
- Сознание и Космос. — СПб.: Центр содействия образованию, 2020. — 232 с. — ISBN 978-5-906623-48-5

## Фильмы
Цикл документальных фильмов «Человек в отношениях с Богом и современной цивилизацией».

## Список статей
Публикации по прикладной лингвистике и искусственному интеллекту
- К составлению алгоритма независимого флективного анализа русского языка (для машинного перевода). — В сб.: "Питання прикладної лінгвістики."Тези доповідей міжвузівської наукової конференції 22 — 28 вересня 1960 р. — Чернівці, 1960 р.
- О реализации на БЭВМ «Киев» алгоритма независимого флективного анализа — В сб.: «Тезисы докладов на конференции по обработке информации, машинному переводу и автоматическому чтению текста.» — Институт научной информации АН СССР, Москва, 1961 г.
- Пример алгоритма анализа текста без словаря основ. — В сб.: «Доклады на конференции по обработке информации, машинному переводу и автоматическому чтению текста» — Ин-т научной информации АН СССР, М., 1961, Выпуск 6.
- Об алгоритме независимого флективного анализа русского языка. — В сб.: «Прикладная лингвистика и машинный перевод». — Киев, Изд-во Киевского госуниверситета, 1962.
- Об одном методе автоматического реферирования. — В сб.: «Украинская республиканская конференция молодых исследователей по теоретической кибернетике. Тезисы докладов.» — Институт кибернетики АН УССР, Киев, 1965.
- Об одном методе автоматического аннотирования текста. — Журнал «Научно-техническая информация», 1965, № 8.
- Некоторые характеристики связного текста и проблемка автоматического аннотирования. — В кн..: «Статистичні та структурні лінгвістичні моделі» — Київ, вид. Наукова думка, 1966.
- Об использовании структурных особенностей текста для решения задач прикладного характера. — В кн.: «Автоматизация информационных работ и вопросы математической лингвистики.» — АН УССР, научный совет по кибернетике, Киев, 1966
- Обзор: Всесоюзная конференция по структурно-математическим методам моделирования языка. — В сб. «Машинный перевод и прикладная лингвистика», М., 1971, вып. 14.
- A Knowledge Storage System in Dialogue Mode in Natural Language. "Sumposium: computational linguistics and related topics. Tallinn, November 24 — 26, 1980. " Tallinn 1980.
- О моделировании естественного диалога человека с ЭВМ (применение флективного анализа типа «глокой куздры») — Сб.: «Интерактивные системы.» Тезисы докладов и сообщений 4-й школы-семинара, Сухуми 10-19 мая 1982 г. Изд. Тбилиси 1982.
- О прагматике диалога «человек—ЭВМ» (к постановке задачи). — «Модели и системы обработки информации», 1983, вып. 2
- О структуре диалога на естественном языке для различных типов задач. — «Семиотические аспекты формализации интеллектуальной деятельности.» Всесоюзная школа-семинар «Телави-83». Материалы докладов и сообщений. Москва, 1983.
- Диалог на естественном языке с базой данных реляционного типа. — «Проблемы искусственного интеллекта и распознавания образов.» — Научная конференция с участием учёных из соц. Стран. Тезисы докладов и сообщений, Киев, 13-18 мая 1984, Секция 1 «Искусственный интеллект», Киев, 1984.
- К построению малых баз данных с диалогом на естественном языке. — «Научно-техническая информация», Серия 2, 1984, № 5.
- Типы диалогов «человек — ЭВМ» на ограниченном естественном языке. — Всесоюзная конференция «Диалог — 85», Киев, 1985.
- Использование знаний о предметной области при создании автоматического англо-русского словаря по тематике «Языки программирования». — "Всесоюзная школа-семинар «Сочетание лингвистической и внелингвистической информации в автоматическом словаре». Ереван, 4-8 мая 1986.
- От структурной лингвистики — к искусственному интеллекту. — «Методологические проблемы искусственного интеллекта.» Учёные записки Тартуского госуниверситета. Вып. 654. Тарту, 1983.
- Текст и гипертекст. — "II Всесоюзная конференция «Искусственный интеллект-90». Том 2, Минск, 1990.
- Композиционные аспекты автоматизированной генерации текстов. — «Научно-техническая информация», 1991, № 10.
- Написание и прочтение текста в гипертекстовой среде (гипертекст глазами лингвиста). — «Научно-техническая информация», 1993, № 10
- Two Types of Hypertext Systems. — «International Symposium on Human Interaction with Complex Systems», North Carolina A&T State University, 1999.
- Web Search and Natural Language Processing: Imitation of Understanding and Text Outlining. — «The 2nd International Conference on Computer Science and its Applications», US National University San Diego, June 28-30 2004 (ICCSA −2004).
- «Occam» Linguistics Search. — Presentation at the CEE Outsourcing Summit 2007, 12 — 14 September, 2007, Kyiv, Ukraine.

Публикации по структурной лингвистике
- К вопросу об использовании семантики грамматики. — «Проблемы формализации семантики языка.» Тезисы докладов. I МГПИИЯ (Московский Государственный педагогический институт иностранных языков), М.,1964.
- Об изучении структуры связного текста. — В кн.: «Лингвистические исследования по общей и славянской типологии» — М., Изд. Наука, 1966.
- О некоторых способах организации связного текста в аспекте синхронии и диахронии. — в сб.: "Материалы всесоюзной конференции по общему языкознанию «Основные проблемы эволюции языка», часть II, 9-16 сентября 1966. Самарканд, Изд.- во Фан, 1966.
- Об одном методе изучения структуры связного текста. — Автореферат диссертации, представленной на соискание учёной степени кандидата филологических наук. — Москва, 1966.
- Определение некоторых характеристик громоздкости для дерева зависимостей. — В сб.: «Проблемы прикладной лингвистики. Труды межвузовской конференции, I МГПИИЯ, часть 2» М., 1969.
- Элементы структурного анализа в разделе «Синтаксис» курса «Современный русский язык». — В кн.: «Проблеми та методи структурної лінгвістики.» — Інститут мовознавства АН УССР, випуск 2, Київ, 1969.
- О громоздкости синтаксических структур. — Журнал «Научно-техническая информация», серия 2, 1971, № 2.
- The Investigations of Dependency Graphs. — International Meeting on Computational Linguistics. — Debrecen, September 4—7 1971.
- Установление объекта статистического обследования в структурно-стилистическом синтаксисе. — В сб.: «Автоматическая переработка текста методами прикладной лингвистики.» Материалы Всесоюзной конференции 6-8 октября 1971 г. Кишинёв.
- Изображение графов зависимостей (брошюра, 40 стр.). — Киев, изд.- во КГУ, 1972.
- Графы зависимостей как стилистическая характеристика текста. — Журнал «Научно-техническая информация» Сер. 2 1972, № 7
- Некоторые результаты статистического обследования графов зависимостей. — Сб. «Лингвистика текста. Материалы научной конференции.» I МГПИИЯ, ч. I, М., 1974
- Исследование зависимости между длиной фразы и количеством уровней в графе. — Сб. «Структурная и математическая лингвистика», Изд. «Вища школа», 1974, вып. 2
- Програма з курсу «Історія і теорія мовознавства». — Київ, видавництво КДУ, 1974 (брошюра, 16 стр.)
- Програма з курсу «Формальне вивчення природних мов» — Київ, вид. КДУ, 1974
- Исследование патентных формул с помощью графов зависимостей. — В сб. «Структурная и математическая лингвистика», 1975, вып. 3
- Исследование синтаксических структур статистическими методами . — Журнал «Научно-техническая информация», Сер. 2, 1976, № 2.
- Заметки о синтаксической структуре коротких предложений (на материале произведений А. П. Чехова и М. А. Шолохова).— Сб. «Прикладная лингвистика», М., 1976, вып. 18.
- Die Erforschung der Struktur des kohaerenten Textes. — «Sowjetrussische Textlinguistik. Teil 2.» (Beitrage zur Slavistik 1.2) P.Lang, Frankfurt/M; H. Lang, Bern, 1976.
- Эксперимент по распознаванию автора, основанный на предварительном статистическом исследовании синтаксических структур. — Киев, «Структурная и математическая лингвистика» 1977, вып. 5.
- Автоматический анализ текста. «Украинская советская энциклопедия», т. I, Киев, 1977.
- Автоматический синтез текста. «Украинская советская энциклопедия», т. I, Киев, 1977.
- Анализы предложений в общей теории синтаксиса. — В сб.: «Структурная и математическая лингвистика», Киев, 1979, вып. 7
- О систематике анализов предложения/высказывания. — Журнал «Научно-техническая информация», сер. 2, М., 1980, № 12.
- "Синтаксические иерархии. — «Структурная и математическая лингвистика», Киев, 1981, вып. 9.
- Деревья зависимостей как инструмент синтаксического анализа . — «Международный семинар по машинному переводу.» М., 1983.
- Графическое представление синтаксических структур и стилистическая диагностика. — Автореферат диссертации на соискание учёной степени доктора филологических наук по специальности «структурная, прикладная и математическая лингвистика». Ленинград, 1983.
- Исследование синтаксических структур с помощью деревьев зависимостей. — «Психологические и лингвистические проблемы исследования текста.» Тезисы докладов республиканской научно-технической конференции 26-29 июня 1984 г. Пермь, 1984.
- Длящийся диалог как разновидность связного текста. — «Семиотические аспекты формализации интеллектуальной деятельности.» Всесоюзная школа-семинар «Кутаиси — 1983». Тезисы докладов и сообщений, Москва, 1985.
- Восприятие синтаксической сложности оригинала и перевода. — «VIII Всесоюзный симпозиум по психолингвистике и теории коммуникации». 3-6 июня 1985 г. Москва, 1985.
- К структурной типологии длящихся диалогов. — «Учёные записки Тартуского госуниверситета», вып. 751, Тарту, 1987.
- Описание синтаксических структур оригинала и перевода с помощью деревьев зависимостей. — В кн. «Модели и системы обработки информации», вып. 5, Киев, 1986.
- О многомерной структуре текста. — «IX Всесоюзное совещание по логике, методологии и философии науки.» Харьков, 1986.
- Сквозной анализ как шаг к структурированию текстовых знаний. — «Научно-техническая информация», сер. 2, 1989, № 2
- Из переписки Ю. А. Шрейдера с И. П. Белецкой. — «Научно-техническая информация», 1999, № 8.
- Kiev Open University (Project for Creation) — «World Conference on Educational Multimedia, Hypermedia &Telecommunications (ED-MEDIA 1999)», Seattle, 1999.

Философские проблемы современной цивилизации
- От накопления информации к цельному знанию. — В кн.: «Парадигма цивилизации третьего тысячелетия», Киев, «Преодоление», 1997.
- На пороге третьего тысячелетия (брошюра). — Киев, «Преодоление», 1998.
- Инфосфера и современная цивилизация. — «Православний вісник», 1999, № 1
- Логос и инфосфера. — «Синопсис», вып. 4—5, Київ, 2001.
- Сознание и Космос. — СПб., «Центр содействия образованию», 2020.

Составление и редактирование сборников на русском и английском языках (проблемы информационного общества)
- Нравственность в контексте современности. — Morality in the Present Context.— The Proceedings of the Symposium May 18-19, 1995. Kiev, «Overcoming», 1995.
- Парадигма цивилизации третьего тысячелетия. — Paradigm of Civilization for the Third Millennium. — Symposium Proceedings, Slavutich, April 16-17, 1997. Kiev, «Overcoming», 1997.